# Espressino
L'espressino è il nome con cui viene indicato un particolare tipo di caffè, servito in bicchiere di vetro, che risulta essere come un "piccolo cappuccino". Alla base di caffè ristretto viene infatti aggiunta crema di latte e una spruzzata di cacao in polvere o liquido in superficie.
Non va confuso con il marocchino o il mocaccino, che prevedono un tipo di lavorazione "inversa", col cioccolato sul fondo e caffè in superficie, né tantomeno con l'"espressino freddo", una fredda crema densa di caffè, servita in bicchieri di vetro soprattutto in estate.